# Історія Новомиргорода
Істо́рія Новоми́ргорода — історія міста Новомиргород на Кіровоградщині.

## Археологія

### Зброя та приладдя
Біля Великої Висі знайдений полірований діоритовий молоток.

### Знахідки поховань та кісток
У рову біля Архієрейського саду зливою вимито більше 16 кг залізних та мідних наконечників стріл; там же вимивалися людські кістки.

### Городища та селища
9,6 км на південь і 3 км на захід від села Пурпурова (Фарфурова) Балка під великою дорогою кільцеподібне городище з виходом на північ захищеним бічними валами, діаметр головного валу 57 метрів.

## XVII–XVIII століття

### Заснування міста

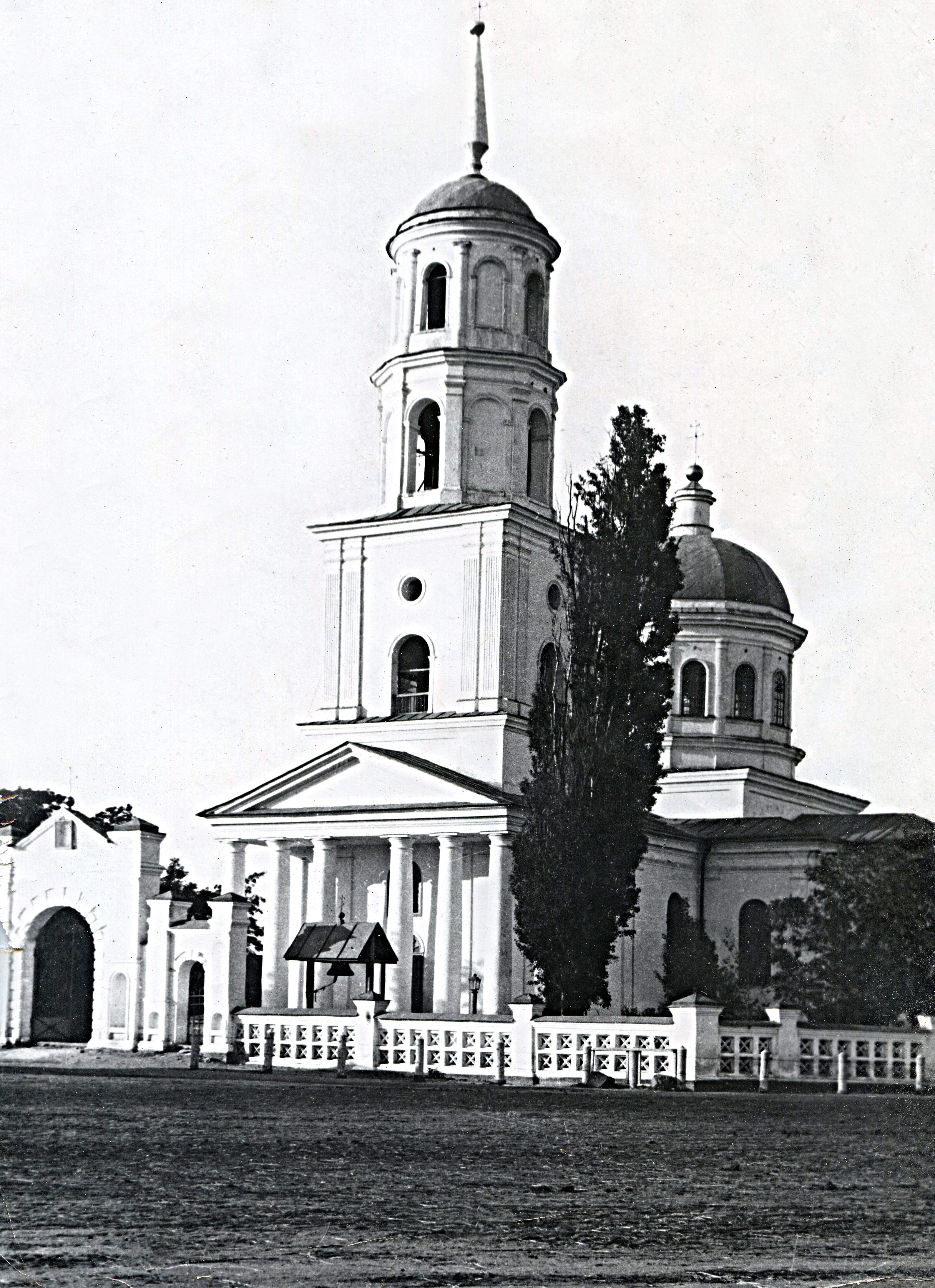
Миколаївський собор. Фото 1910-х років

В районі сучасного Новомиргорода в 1740-х роках згадується зимівник запорозьких козаків — хутір Тресяги. Є кілька версій щодо походження цієї назви:
1. Трейсачі (пол. trzesawiska — трясовина, болота, плавні);
2. Тресяга — ім'я козака, засновника зимівнику.
3. Сяга — козацька вежа (тобто, три вежі);

Район зимівника заселяли вихідці з різних регіонів України. Переселенці з Миргорода Полтавської губернії заснували біля урочища Тресяги нове поселення — Новий Миргород. Першими будівничими в ньому були козаки Миргородського полку на чолі з полковником Василем Капністом.
Станом на початок 1750-х років тут налічувалось близько 20-30 дворів.

### Нова Сербія

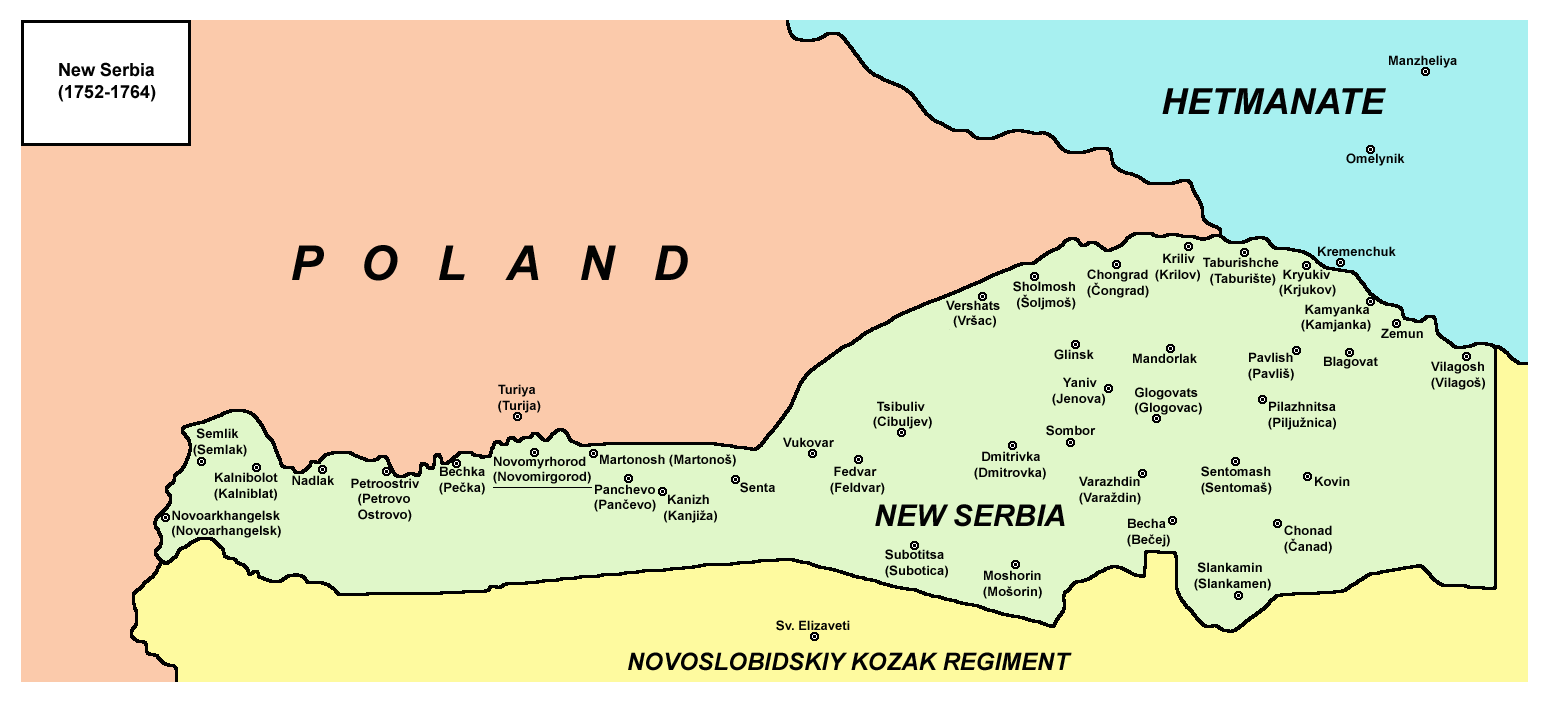
Мапа Нової Сербії

У 1752 році Новий Миргород вже згадується як село. 1753 року тут вже була збудована земляна фортеця.), яка стала столицею військово-поселенської території — Нової Сербії, створеної за розпорядженням російського уряду. Її керівником і командиром військового корпусу був призначений сербський полковник Іван Хорват. В 1752–1764 роках в Новомиргороді знаходився центр новосербського Гусарського полку — одного з двох полків Нової Сербії та відповідно його Перша рота. 6 грудня 1752 року Іван Хорват почав будівництво кам'яного собору Святого Миколая, що знаходився на території шанцю.
1759 року в районі Новомиргорода гайдамаки кілька разів нападали на володіння магнатів Любомирських. Об'єктами нападів часто ставали слободи та маєтки сербських офіцерів.
В 1762 році за сприяння Івана Хорвата з Новомиргорода на замовлення Кирила Розумовського гетьманові було доставлено 30 тисяч виноградних лозин.
1773 року після письмового прохання жителів Новомиргород отримав статус міста і був виведений з шанців. 1784 року його перетворили на посад. Поступово він став торговим містечком, в якому з метою закордонної торгівлі були розташовані посольські установи. Як видно з перепису, зробленого в 1789 році, в Новомргороді перебували консули Священної Римської імперії, польський та неаполітанський.
10 травня 1795 року в місті відбулося відкриття Вознесенського намісництва; відкривав губернатор Катеринославського намісництва Йосип Іванович Хорват, був присутнім — катеринославський митрополит Гавриїл. 10 березня 1798 року у місті вперше запрацювала новоросійська семінарія після її переїзду з Полтави.

### Златопіль
Засноване близько середини XVI ст., поселення Гуляйпіль (не плутати з Гуляйполе) було прикордонним містом Речі Посполитої. Довгий час перебувало у власності князів Любомирських, потім перейшло до Потьомкіна (1787) й змінило назву на «Златопіль». Про цю назву існує легенда, що Катерина ІІ, проїжджаючи краєм і побачивши навколо Гуляйполя золоті пшеничні лани, дала йому назву «Злато поле» — Златопіль.
В 1959 році Златопіль приєднано до Новомиргорода.

## XIX століття

Новомиргород на мапі 7-го кавалерійського округу

1803 року Новомиргород увійшов до складу Херсонської губернії як повітове місто. Внаслідок його важливого торгового значення, тут мешкали польський, венеційський та австрійській консули. Пізніше Новомиргород отримав статус заштатного міста.
17 січня 1804 року отримано указ про перейменування новоросійського єпископа Афанасія катеринославським, херсонським та таврійським. Катеринославська консисторія та семінарія, отже і преосвященний Афанасій, перебралися з Новомиргорода в Катеринослав.
З лютого 1820 року Новомиргород підпорядкували відомству військових поселень. Серед жителів міста відбувалися заворушення, які були придушені військовими. З 1819 по 1834 роки Новомиргород був місцем дислокації 3-го уланського полку, яким командував полковник Гревс. В 1834 році місто переведено у статус військового містечка Бобринецького повіту. Перебудову Новомиргорода на військовий лад почав здійснювати генерал Іван Юхимович Трощинський, командир 3-ї уланської дивізії.
1836 року в місті розташувалось управління п'ятого-сьомого округів Новоросійського військового поселення, адміністрація сьомого округу та його першої волості. З цього часу місто почало перебудовуватись на військовий лад. Протягом багатьох років поселенці під наглядом офіцерів виконували сільськогосподарські роботи. Перебування у складі військових поселень гальмувало соціально-економічний розвиток міста, а промисловість повністю працювала на потреби військових.
Після скасування військових поселень 1859 року управління містом здійснювала міська дума. Новомиргород знову отримав статус заштатного міста, економічний розвиток помітно прискорився. Поряд з традиційним сільськогосподарським виробництвом розвивається переробне, поширюються водяні млини, винокурні, салотопні та цегельні підприємства. 1869 року було створено Міський громадський банк. Наприкінці 1890-х років у місті налічувалося три млини, два цегельних заводи, дві броварні, гуральня, свічна фабрика та майстерня по виробництву виїзних екіпажів.
Містом Златополем та навколишніми землями після затяжних судових процесів з графинею Браницькою та Енгельгардтами з 1801 по 1825 роки володів генерал Висоцький. За часів його господарювання тут було збудовано православну церкву, греблю на річці Гептурка, кілька кам'яних крамниць, суконну фабрику, двоповерховий трактир та чоловічий приватний пансіон.
1833 року Златопіль та навколишні села стали власністю спадкоємців генерала — Петра та Адріана Лопухіних. Тут в 1836 році було відкрито жіночий пансіон. В 1846 році став до дії шкірзавод Ф. Леве. 1885 року Златопільське дворянське училище перетворене в класичну чоловічу гімназію.
В 1885 році на території Златопільської гімназії було відкрито метеостанцію. Згодом вона була переведена на територію сільськогосподарської школи.

## XX століття

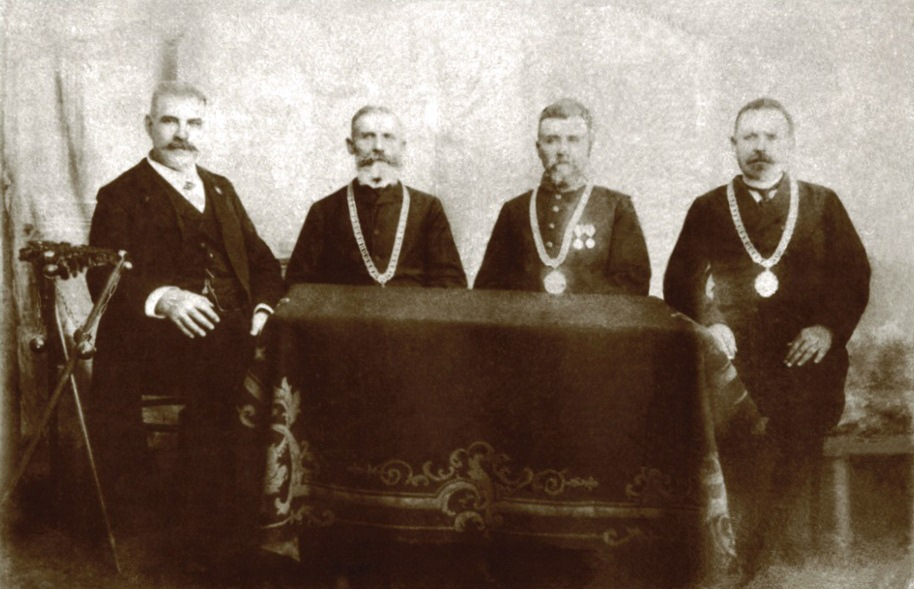
Члени Новомиргородської міської управи. 1910 рік.

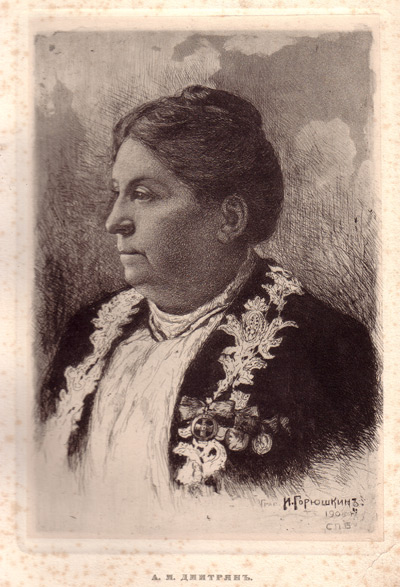
Ганна Дмитрян. Фото 1905 року

В 1913 році на кошти Ганни Дмитрян, дочки грецького негоціанта Мартакі, у місті було зведено будівлю міської лікарні, що збереглась до нашого часу. У липні 1914 року в Новомиргороді було відкрито залізницю (будувалась з 1910 року) та залізничний вокзал.
У квітні 1917 року в Новомиргороді було сформовано Раду робітничих та солдатських депутатів. 25 березня 1918 року до міста вступили австро-німецькі війська та війська Центральної Ради. 29 квітня була офіційно проголошена влада Скоропадського. В листопаді цього ж року влада в Новомиргороді переходить до Директорії. 10 травня 1919 року в місто входять війська отамана Григор'єва, а вже в другій половині серпня місто зайняли денікінці.
13 січня 1920 року було встановлено більшовицьку владу, створено волосний революційний комітет, сформувалися партійні осередки. Після запровадження політики НЕПу, в місті існувало 29 промислових об'єктів та 35 торгових закладів, власниками яких були переважно євреї. У 1923 році Новомиргород став районним центром Єлисаветградського округу, де почали розвиватись провідні галузі місцевої промисловості. Зачепив мешканців міста Голодомор 1932 — 1933 років.
В 1928 році стали до ладу Новомиргородська електростанція та елеватор.

### Радянсько-німецька війна
1 серпня 1941 року почалась німецька окупація Новомиргорода та Златополя. Понад 1 тис. юнаків і дівчат вивезено на каторжні роботи до Німеччини, близько 5 тис. жителів страчено. На території Златополя в дитячому будинку знаходилось гетто, де в 1942–1943 роках було розстріляно або отруєно газом близько 1200 євреїв.
Поблизу Новомиргорода в ході Корсунь-Шевченківської операції точились значні бої. Коли 26 січня 1944 року командування вермахту перекинуло підкріплення з Кіровоградського напрямку під Корсунь-Шевченківський, в районі міста радянським військам було завдано потужного контрудару, внаслідок чого 20-й та 29-й танкові корпуси Червоної Армії опинились по суті відрізаними. Проте вже наступного дня радянська сторона ввела в бій нові сили, і війська були виведені з оточення. Златопіль та Новомиргород було звільнено від німецької окупації близько 10-ї години ранку 11 березня 1944 року.
На фронтах Другої світової війни воювали 2100 мешканців Новомиргорода та Златополя, 990 з них загинули. Четверо уродженців обох міст отримали звання Героя Радянського Союзу.

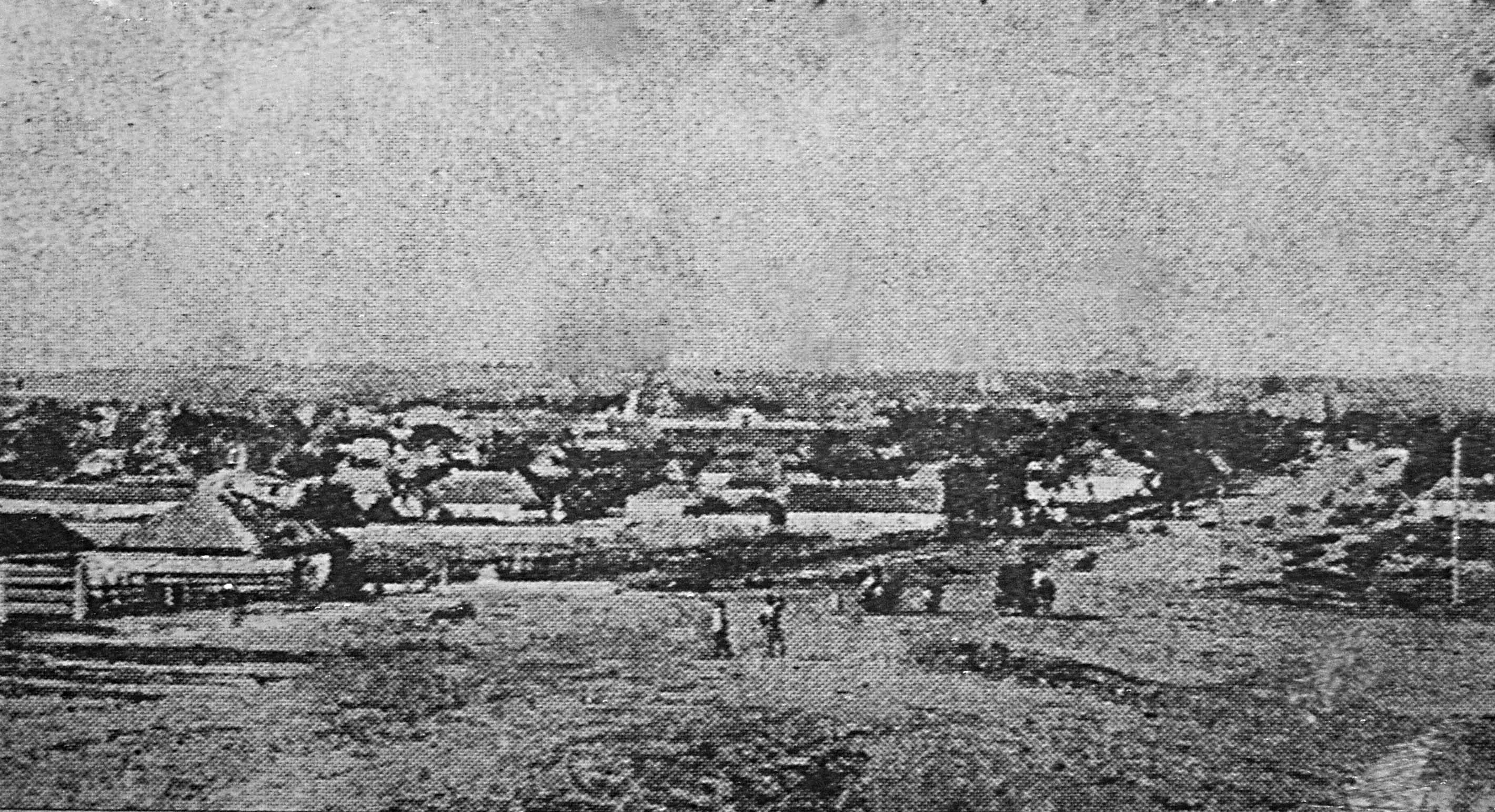
Новомиргород в 1910 році

### Повоєнна відбудова
Протягом 1944–1950 років промислові підприємства міста досягли довоєнного рівня. Райцентр було радіофіковано. В червні 1949 року завершено будівництво плодоконсервного заводу. В умовах «відлиги» економічна ситуація в місті поступово стабілізується. З 1957 року, після реорганізації органів управління промисловістю розпочинається прискорений розвиток промисловості та соціальної інфраструктури. Було розширено виробництво на плодокосервному заводі, заводі будівельних матеріалів та шкірзаводі, створено шляхово-експлуатаційну дільницю, побудовано мости через Велику Вись, млин, хлібзавод, олійню. В 1957 році утворилося літературне об'єднання «Вись».
В 1959 році до Новомиргорода приєднано місто Златопіль, що раніше входив до складу Черкаської області, а також села Виноградівку та Катеринівку. На час об'єднання в Новомиргороді проживало 7200 мешканців, а в Златополі — 4280.
1 вересня 1959 року на базі Златопільського дитячого будинку було відкрито школу-інтернат.
З 30 грудня 1962 року по 4 січня 1965 Новомиргород був містом обласного підпорядкування.
В 1967 році за ініціативи вчителів міста був створений районний історико-краєзнавчий музей. У грудні 1971 року починає діяти телевізійний ретранслятор. У цей час збудовано районний будинок культури та палац культури колгоспу імені Чкалова. Значно розширився зоотехнічний технікум. В 1979 році було відкрито шахту «Новомиргородська», на якій працювало близько 2 тисяч осіб. Її поява зумовила інтенсивне будівництво багатоповерхових будинків, дитячих садків, гуртожитку. Населення міста до кінця 1980-х років стрімко зростає.
З 1992 року в місті починається глибока соціально-економічна криза, йде на спад виробництво та життєвий рівень населення. Проте після господарського занепаду з 1999 року спостерігається стабілізація економіки, соціальної сфери й рівня життя в місті. На початку 2000-х завершується газифікація районного центру. 26 липня 2001 року постановою Кабінету Міністрів України місто було внесено до списку історичних населених місць України. У 2010 році Новомиргород відначив 270-ту річницю від дати заснування.